# Esmery-Hallon
Esmery-Hallon – miejscowość i gmina we Francji, w regionie Hauts-de-France, w departamencie Somma.
Według danych na rok 2011 gminę zamieszkiwało 797 osób, a gęstość zaludnienia wynosiła 42 osoby/km² (wśród 2293 gmin Pikardii Esmery-Hallon plasuje się na 395. miejscu pod względem liczby ludności, natomiast pod względem powierzchni na miejscu 101.).